# قنات باقربیک
قنات باقربیک، روستایی است از توابع بخش مرکزی شهرستان چایپاره در استان آذربایجان غربی ایران.وجه تسمیه روستای قنات باقربیگ طبق بررسی های بعمل آمده واظهارات معتمدین وریش سفیدان روستا به علت  وجود قنات در روستا که هم اکنون نیز فعال است وخان روستا که باقر نام داشته است به نام روستای قنات باقربیگ معروف شده است .
سابقه سکونت وتاریخچه شکل گیری روستا
دربررسی پیدایش روستاطبق اظهارت معتمدین ،قدمت این روستا به بیش از 200سال پیش بر میگردد.که وجود منابع آب وخاک غنی عامل اصلی شکل گیری روستا درگذشته بوده است .هسته اولیه روستادر نزدیکی قنات ودرجوار جاده شکل گرفته وبعدها از هر چهار طرف گسترش یافته است بنابر اقوال محلی در گذشته دور به این روستا نام قنات جاج رضا گفته می‌شد .
فاصله روستا از سایر روستاهای همجوار و مراکز دهستان و بخش
نزدیک ترین روستا به قنات باقربیگ روستای قره کندی است که در فاصله 300متری جنوب روستا قرار داردروستای بسطام مرکز دهستان بسطام در فاصله 8کیلومتری جنوب غربی روستا قرار دارد وروستای نعلبند در فاصله 10کیلومتری غرب روستا واقع می باشد .نزدیکترین شهر به روستای قنات باقربیگ شهر قره قره ضیا الدین است که در فاصله 3کیلومتری جنوب شرقی آن قرار دارد .

## جمعیت
این روستا در دهستان بسطام قرار داشته و بر اساس سرشماری سال ۱۳۸۵ جمعیت آن ۴۴۲نفر (۱۰۴ خانوار) 
بوده است.